# Endorfine
Le endorfine sono un gruppo di sostanze chimiche prodotte dal cervello, nel lobo anteriore dell'ipofisi, classificabili come neurotrasmettitori. Dotate di una struttura peptidica e di proprietà analgesiche e fisiologiche simili a quelle della morfina e dell'oppio, presentano tuttavia una portata ben più ampia rispetto a queste ultime.

## Caratteristiche
Quando un impulso nervoso raggiunge la colonna vertebrale, le endorfine vengono rilasciate in modo da prevenire un ulteriore rilascio di questi segnali. Sono presenti nei tessuti degli animali superiori e vengono rilasciate in particolari condizioni e in occasione di particolari attività fisiche estenuanti: atleti di livello avanzato, ad esempio, diventano "dipendenti" dall'allenamento intenso proprio perché causa un grande rilascio di endorfine. Anche una forte emozione rilascia endorfine, così come l'ingestione di certi cibi, ad esempio la cioccolata e in generale alimenti dolci o comunque ricchi di carboidrati ma anche lo strofinamento prolungato sulla pelle, come avviene durante il massaggio, permette una grande produzione di endorfine. 
Numerose ricerche si stanno ancora effettuando in proposito, ma è opinione comune che le endorfine svolgano un'azione di coordinazione e controllo delle attività nervose superiori, tanto da poter essere eventualmente correlate con l'instaurarsi di espressioni patologiche del comportamento nel caso in cui il loro rilascio divenisse incontrollato.
Come anche numerosi alcaloidi di derivazione morfinica, le endorfine sono in grado di procurare uno stato di euforia (specie se unite all'adrenalina) o di sonnolenza più o meno intenso a seconda della quantità rilasciata; questi stessi effetti si possono riscontrare anche durante l'orgasmo, da cui deriva la tipica condizione fisica correlata. Le endorfine diminuiscono anche la fatica e il dolore cronico e non troppo acuto.
L'espressione Endorphin rush (letteralmente "scarica di endorfina") si usa per indicare una sensazione di stanchezza dovuta al dolore, specie acuto, o un'altra forma di stress. Studi collegano forme di autolesionismo e di masochismo fisico (algolagnia) al piacere derivato dal rilascio di endorfine.

## Runner's high
Con l'espressione Runner's high (letteralmente "sballo del corridore") si intende la sensazione di euforia, simile a quella derivante dall'assunzione di certe sostanze stupefacenti, riscontrata da molti atleti durante la pratica sportiva prolungata, e che sarebbe generata dalla produzione di endorfine ed endocannabinoidi.
Prima che fossero compiute ricerche mirate al riguardo, questa condizione era per lo più attribuita a cause psicologiche invece che a una causa neurochimica: infatti alcune ricerche risalenti al 2008 hanno provato la dipendenza di questa sensazione euforica dal rilascio di endorfine da parte dell'ipofisi durante l'esercizio fisico di una certa durata, che varia da soggetto a soggetto ma in genere non è mai inferiore ai trenta minuti consecutivi.
Essendo necessario uno sforzo prolungato, il runner's high è molto più frequente in atleti specializzati nelle attività aerobiche come la maratona, da cui il nome, o il ciclismo.